# EXO-CBX "MAGICAL CIRCUS" TOUR 2018
《EXO-CBX "MAGICAL CIRCUS" TOUR 2018》은 대한민국의 음악 그룹 EXO의 유닛 EXO-CBX의 첫 번째 일본 전국 콘서트 투어이다.

## 개요
2018년 1월 29일, EXO 일본 공식 홈페이지는 EXO-CBX의 첫 번째 아레나 일정을 발표하였으며, 티켓 예매는 일반 예매에 앞서 2월 14일 EXO-L JAPAN 선행 예매가, 일반 예매는 2개월 뒤인 4월 14일에 진행되었다.

## SPECIAL EDITION
2019년 2월 15일, EXO 일본 공식 홈페이지는 5일에 걸친 SPECIAL EDITION의 공연 일정을 공개하였고
 티켓 예매는 일반 예매에 앞서 2월 18일 EXO-L JAPAN 선행 예매가, 일반 예매는 3월 2일에 진행되었다.

## 투어 일정
| 일정            | 도시     | 장소                                  | 관객 수       |
| --------------- | -------- | ------------------------------------- | ------------- |
| 2018년 5월 11일 | 요코하마 | 요코하마 아레나                       | 통산 30,000명 |
| 2018년 5월 12일 | 요코하마 | 요코하마 아레나                       | 통산 30,000명 |
| 2018년 5월 13일 | 요코하마 | 요코하마 아레나                       | 통산 30,000명 |
| 2018년 5월 16일 | 후쿠오카 | 마린 멧세 후쿠오카                    | 10,000명      |
| 2018년 5월 19일 | 나고야시 | 니혼 가이시 홀                        | 통산 20,000명 |
| 2018년 5월 20일 | 나고야시 | 니혼 가이시 홀                        | 통산 20,000명 |
| 2018년 6월 7일  | 오사카   | 오사카 성 홀                          | 통산 20,000명 |
| 2018년 6월 8일  | 오사카   | 오사카 성 홀                          | 통산 20,000명 |
| 2019년 4월 16일 | 기옥     | 사이타마 슈퍼 아레나(SPECIAL EDITION) | 통산 30,000명 |
| 2019년 4월 17일 | 기옥     | 사이타마 슈퍼 아레나(SPECIAL EDITION) | 통산 30,000명 |
| 2019년 4월 27일 | 고베시   | 고베 월드 기념 홀(SPECIAL EDITION)    | 통산 20,000명 |
| 2019년 4월 28일 | 고베시   | 고베 월드 기념 홀(SPECIAL EDITION)    | 통산 20,000명 |
| 2019년 4월 29일 | 고베시   | 고베 월드 기념 홀(SPECIAL EDITION)    | 통산 20,000명 |

## 세트 리스트
- Opening VCR -
- KING and QUEEN (JP)
- Hey Mama! (JP)
- Girl Problems (JP)

- Ment -
- Cherish (KR)
- Watch Out (JP/첸 Solo)

- VCR #2 -
- Horololo (JP)
- 花요일 (Blooming Day) (KR)
- Ringa Ringa Ring (JP/백현 Solo)

- VCR #3 -
- Diamond Crystal (JP)
- Cry (JP)
- Gentleman (JP)
- Playdate (KR)

- VCR #4 -
- Shake (JP/시우민 Solo)
- Off The Wall (JP)

- Ment -
- Vroom Vroom (KR)
- Tornado Spiral (JP)
- CBX (JP)
- Ka-CHING! (JP)

- Encore VCR -
- The One (KR)
- Miss You (JP)

- Ment -
- In This World (JP)

- Ending -

- Opening VCR -
- KING and QUEEN (JP)
- Hey Mama! (JP)
- Girl Problems (JP)

- Ment -
- Cherish (KR)

- VCR #2 -
- Watch Out (JP/첸 Solo)
- 花요일 (Blooming Day) (KR)
- Vroom Vroom (KR)
- 사월이 지나면 우리 헤어져요 (Beautiful Goodbye) (KR/첸 Solo)
- Ringa Ringa Ring (JP/백현 Solo)
- Horololo (JP)

- Ment -
- Diamond Crystal (JP)
- Cry (JP)
- Gentleman (JP)
- 私このままでいいのかな[7](JP/백현 Solo)
- Shake (JP/시우민 Solo)
- Off The Wall (JP)
- 나비소녀 (Don't Go) (KR/시우민 Solo)

- Ment -
- Paper Cuts (JP)
- Playdate (KR)
- Tornado Spiral (JP)
- CBX (JP)
- Ka-CHING! (JP)

- Encore VCR -
- The One (KR)
- Miss You (JP)

- Ment -
- In This World (JP)

- Ending -

## 제작
- EXO-CBX (시우민, 백현, 첸)
- 기획·제작 : 에이벡스 엔터테인먼트, SM 엔터테인먼트 재팬
- 총연출 : Shit Kingz
- 영상감독 : 권순욱